# Fauvette orphée
Curruca hortensis
Espèce
Statut de conservation UICN

 LC  : Préoccupation mineure
La Fauvette orphée (Curruca hortensis) est une espèce de passereaux d'Europe appartenant à la famille des Sylviidae. L'espèce est migratrice.

### Reproduction

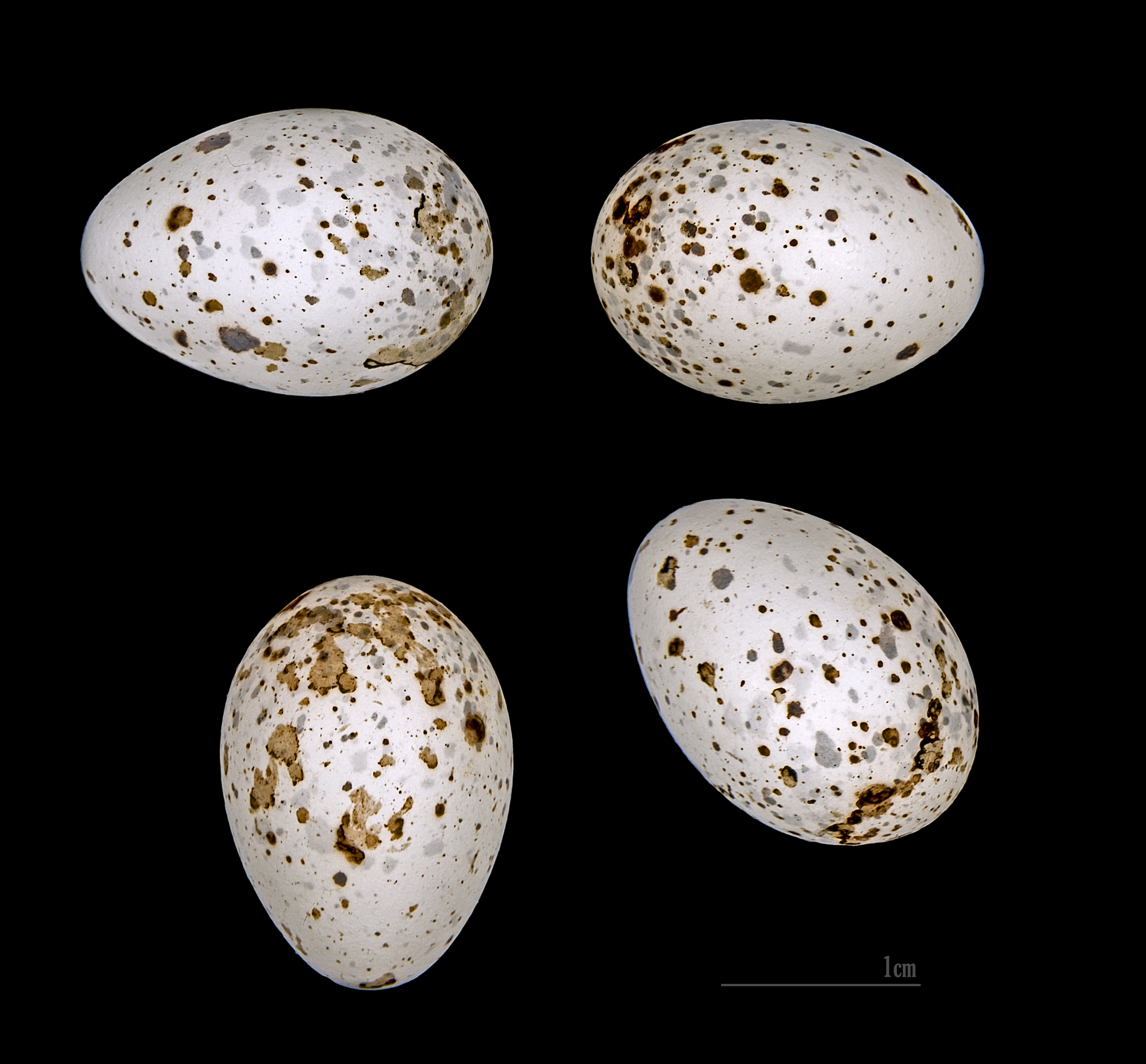
Œufs de Sylvia hortensis Muséum de Toulouse

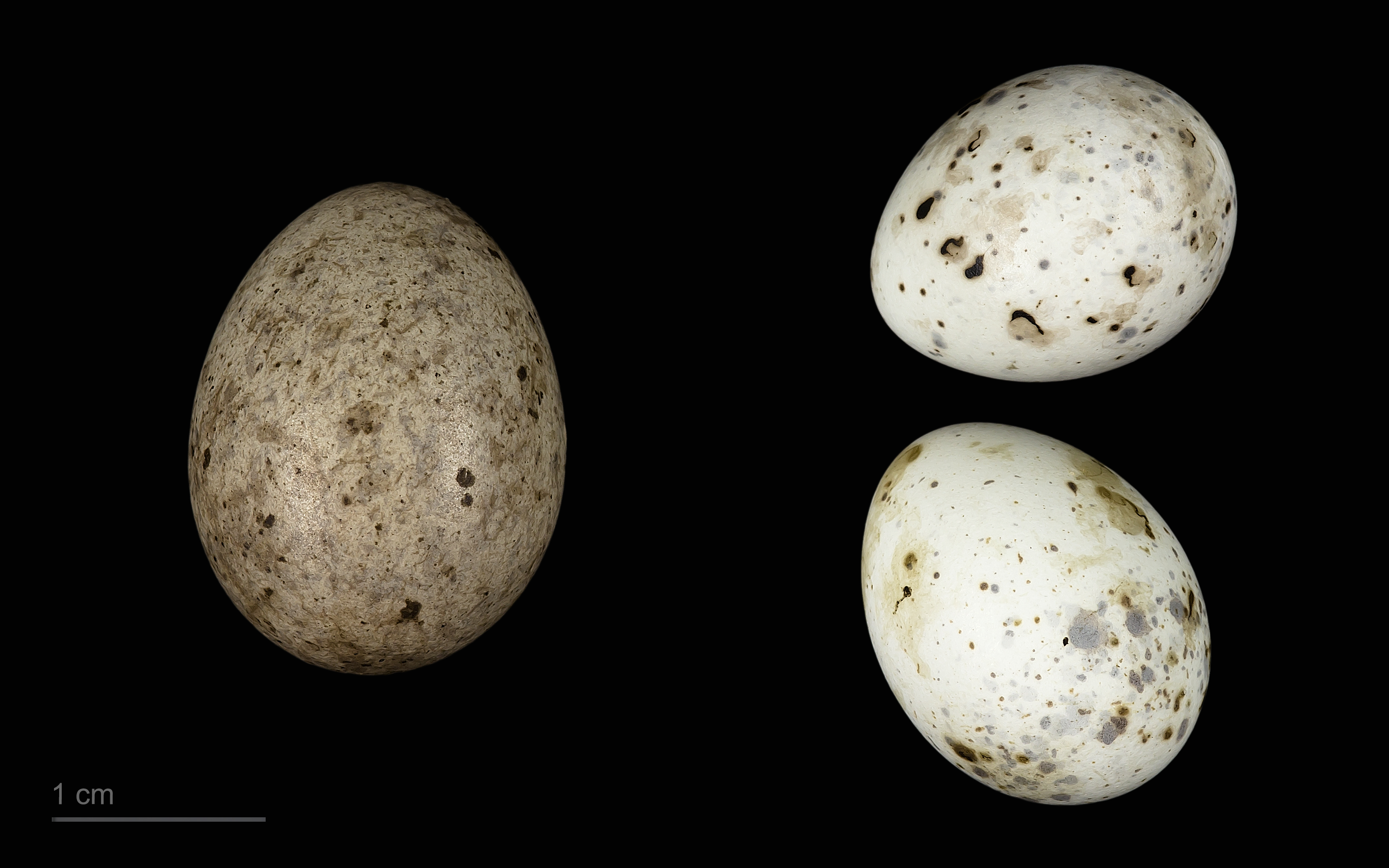
Œuf de Cuculus canorus bangsi dans une couvée de Sylvia hortensis - Muséum de Toulouse

## Systématique
L'espèce a été décrite par l'ornithologue allemand Johann Friedrich Gmelin en 1789 sous le nom initial de Motacilla hortensis.
La fauvette orphée faisait anciennement partie du genre Sylvia, mais a depuis été reclassée dans le genre Curruca après que celui-ci a été séparé de Sylvia.

### Synonyme
- Motacilla hortensis (Protonyme)